# Огове
Огове́ (фр. Ogooue, Ogowe) — річка в Габоні та у Республіці Конго.

## Географія
Огове — одна з найбільших річок Західної Африки. Її довжина становить близько 1200 кілометрів, басейн охоплює площу 223 856 км² на території Габону, Конго, Екваторіальної Гвінеї та Камеруну; 173 000 км² з них припадають на долю Габону (73 %).
Витоки річки розташовані в Кенгує, на північному сході плато Батеке в Республіці Конго. Поблизу Буманго Огове перетинає конголезько-габонський кордон і протікає габонськими провінціями Верхнє Огове, Огове-Лоло, Огове-Івіндо, Середнє Огове й Огове-Марітім. В районі Мулонго на річці є водоспади Пубара. Річка судноплавна від міста Нджоле до самого її впадіння до Гвінейської затоки, на південь від міста Порт-Жантіль, де Огове утворює величезну дельту довжиною і глибиною до 100 кілометрів.
Першим з європейців річку Огове дослідив у 70-их роках XIX століття французький мандрівник П'єр Саворньян де Бразза.

## Найбільші притоки
- Івіндо
- Мпасса
- Лоло
- Окано
- Нгуні
- Себе

## Каскад ГЕС
На річці розташовано ГЕС Гранд-Поубара, ГЕС Поубара I, ГЕС Поубара II.